# 等偉
等伟（1050年—1106年），本李姓，辽朝僧人，析津县人。
大康元年（1075年），二十五岁时剃落，以仪范大师非觉为师，后来在慧济寺受具足戒，研习经律。大安年间，福田寺、蓟州香林兰请他为住持。寿昌三年（1097年），在惠济寺宣讲毗尼诸部。次年，三学寺奉命选择主寺之人，等伟被选定，授为善济大德。乾统初年，朝廷特赐紫方袍，加号慈办。乾统三年（1103年），宣充三学殿主，赐号严慧。乾统六年（1106年）秋，圆寂，享年五十七岁，僧腊三十年。